# Philip Bernard Rynard
Pour les articles homonymes, voir Rynard.
Philip Bernard Rynard (25 juin 1897-20 novembre 1980) est un homme politique canadien de l'Ontario. Il est député fédéral progressiste-conservateur de la circonscription ontarienne de Simcoe-Est de 1957 à 1968 et de Simcoe-Nord de 1968 à 1979.

## Biographie
Né à Udora (en) en Ontario, Rynard réalise une formation de médecin à l'Université Queen's. Il devient ensuite Medical Health Officer de l'Ontario et pratique la médecine à Orillia.
Candidat progressiste-conservateur défait dans Simcoe-Est en 1953, il parvient à se faire élire en 1957. Réélu en 1958, 1962, 1963 et en 1965, il l'est à nouveau, mais dans Simcoe-Nord, en 1968, 1972 et en 1974.
Rynard était le médecin du premier ministre John Diefenbaker. Victime d'un accident vasculaire cérébral en février 1980, il meurt à Orillia en novembre.
Le fonds d'archives Philip Bernard Rynard de la Bibliothèque et Archives Canada est disponible sous le numéro de référence R3303.